# Deutschenhilfe
Die Deutschenhilfe war eine im Herbst 1921 gegründete Gesellschaft zur Stärkung der deutschen Position im Ausland, insbesondere im Osten. Sie wurde hauptsächlich von der deutschen Schwerindustrie finanziert.
Vorsitzender der Gesellschaft war Paul von Hindenburg. Der Gründungsaufruf wurde von Hindenburg, 44 Professoren sowie führenden Theologen unterzeichnet. Organisiert wurde die Gesellschaft vom Deutschen Schutzbund und der Deutschen Stiftung.
Geld kam unter anderen von folgenden Montankonzernen:
- Deutsch-Luxemburgische Bergwerks- und Hütten-AG 1,5 Millionen Reichsmark
- Gelsenkirchener Bergwerks-AG 1,5 Millionen Reichsmark
- Gutehoffnungshütte 1,5 Millionen Reichsmark
- Hoesch AG 800.000 Reichsmark
- Krupp AG 1,5 Millionen Reichsmark
- Phoenix AG für Bergbau und Hüttenbetrieb 1,5 Millionen Reichsmark
- Bochumer Verein 800.000 Reichsmark
- Rheinmetall 800.000 Reichsmark